# Clase Fubuki
La clase Fubuki (吹雪型?) fue una clase de destructores compuesta de 20 unidades, que sirvieron en la Armada Imperial Japonesa durante la segunda guerra sino-japonesa y la Segunda Guerra Mundial. 

## Historia
Esta clase de destructores fueron incorporados a la Armada Imperial Japonesa entre 1928 y 1931. Muchos de ellos tuvieron destacada participación en importantes batallas del frente del Pacífico.
Todos ellos resultaron hundidos en combate durante la Segunda Guerra Mundial, salvo dos unidades, el Miyuki que resultó hundido en una colisión en 1934, y el Ushio, que sobrevivió a la guerra pese a ser repetidamente dañado por otros buques, ataques aéreos e incluso baterías costeras.
En su momento fueron los destructores más potentes del mundo, no solo por su velocidad (38 nudos) y autonomía, sino por una potencia de fuego notablemente superior. Sus tres piezas dobles de 127 mm estaban muy por encima del estándar de la época para un destructor, dos piezas dobles de 120 mm. Junto a eso, estaban equipados con los temibles torpedos Tipo 93 en tres montajes triples.
Originalmente, el diseño adoleció de falta de rigidez estructural al equipar demasiado armamento, un fallo típico en las naves japonesas de la época, y común también a su diseño de cruceros. Desde 1935 se llevaron a cabo modificaciones para solucionarlo. También a lo largo de la Segunda Guerra Mundial se sustituyó una de las torretas por armamento antiaéreo.

## Tipos
La clase Fubuki se divide en dos Tipos, el I y el II. El I es el diseño original encontrado en el Fubuki, donde las torretas eran el Modelo A, con una elevación máxima de 40°, y ambos cañones emparejados. A partir del Ayanami se inició el Tipo II, sustituyendo las torretas por el Modelo B, que permitía una elevación máxima de 75°, y manejar de modo independiente los cañones. También se amplió el puente, se mejoró la dirección de tiro y se amplió y rediseñó la toma de aire de las calderas. Debido a las pequeñas diferencias existentes entre ambas clases, en ocasiones se ha considerado a la clase Akatsuki como un Tipo III de los Fubuki.

## Curiosidades
En 1943, la lancha torpedera PT-109 de John F. Kennedy, posteriormente presidente de los EE. UU., fue embestida y hundida por el Amagiri, mientras participaba en una misión de suministro del Tokyo Express.

## Destructores de la Clase Fubuki

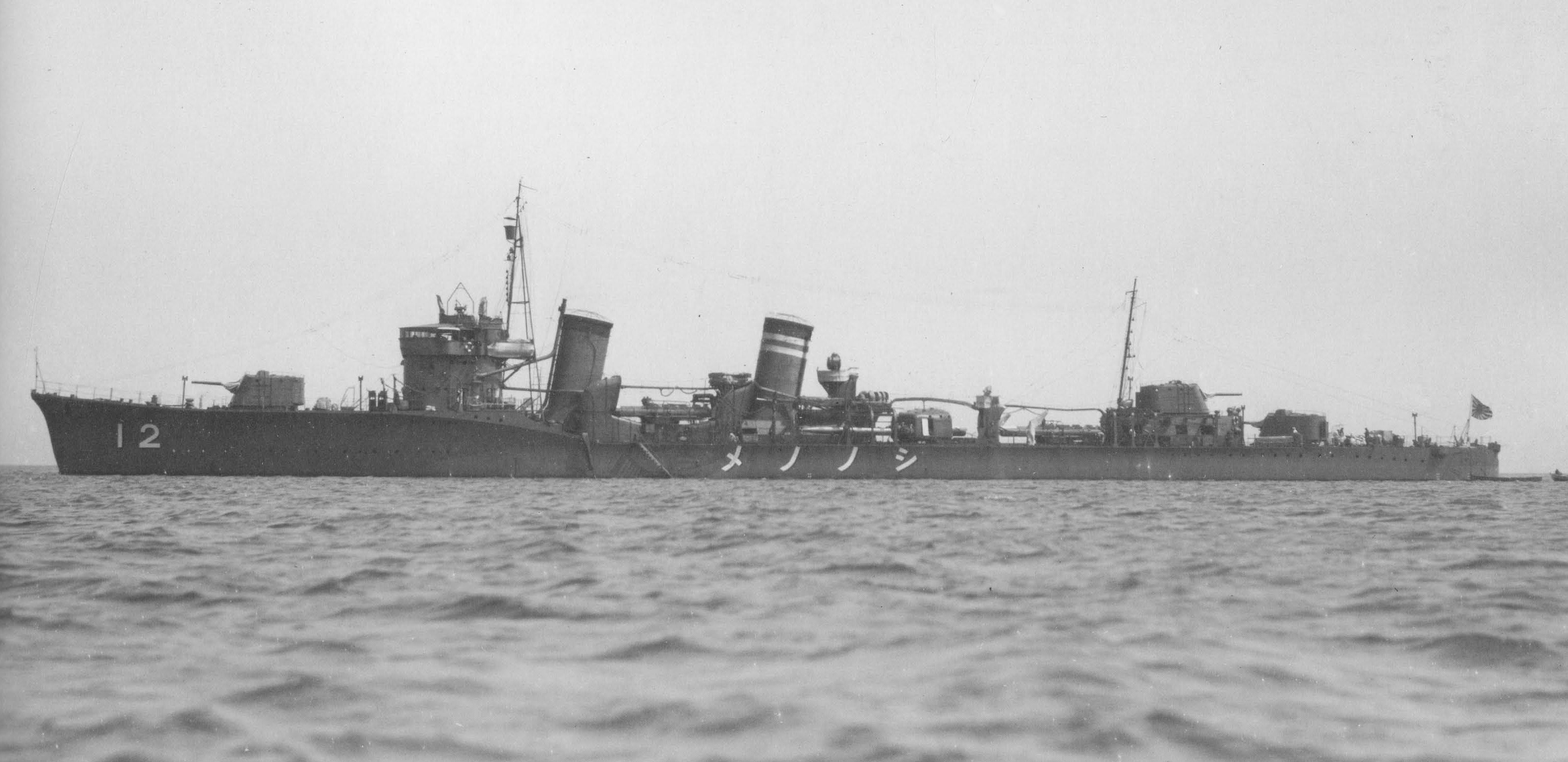
Vista por babor del Shinonome, 1930.

- Akebono, Tipo II
- Amagiri, Tipo II
- Asagiri, Tipo II
- Ayanami, Tipo II
- Fubuki, Tipo I
- Hatsuyuki, Tipo I
- Isonami, Tipo I
- Miyuki, Tipo I
- Murakumo, Tipo I
- Oboro, Tipo II
- Sagiri, Tipo II
- Sazanami, Tipo II
- Shikinami, Tipo II
- Shinonome, Tipo I
- Shirakumo, Tipo I
- Shirayuki, Tipo I
- Uranami, Tipo I
- Ushio, Tipo II
- Usugumo, Tipo I
- Yūgiri, Tipo II